# Capitão (esporte)

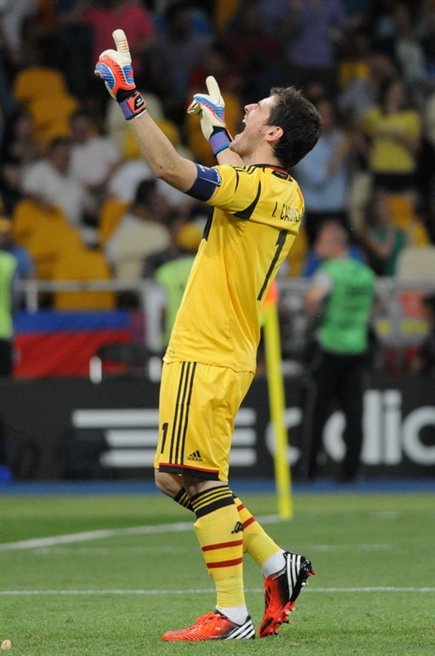
Iker Casillas, como capitão da seleção espanhola de futebol, usando uma braçadeira de capitão no braço esquerdo

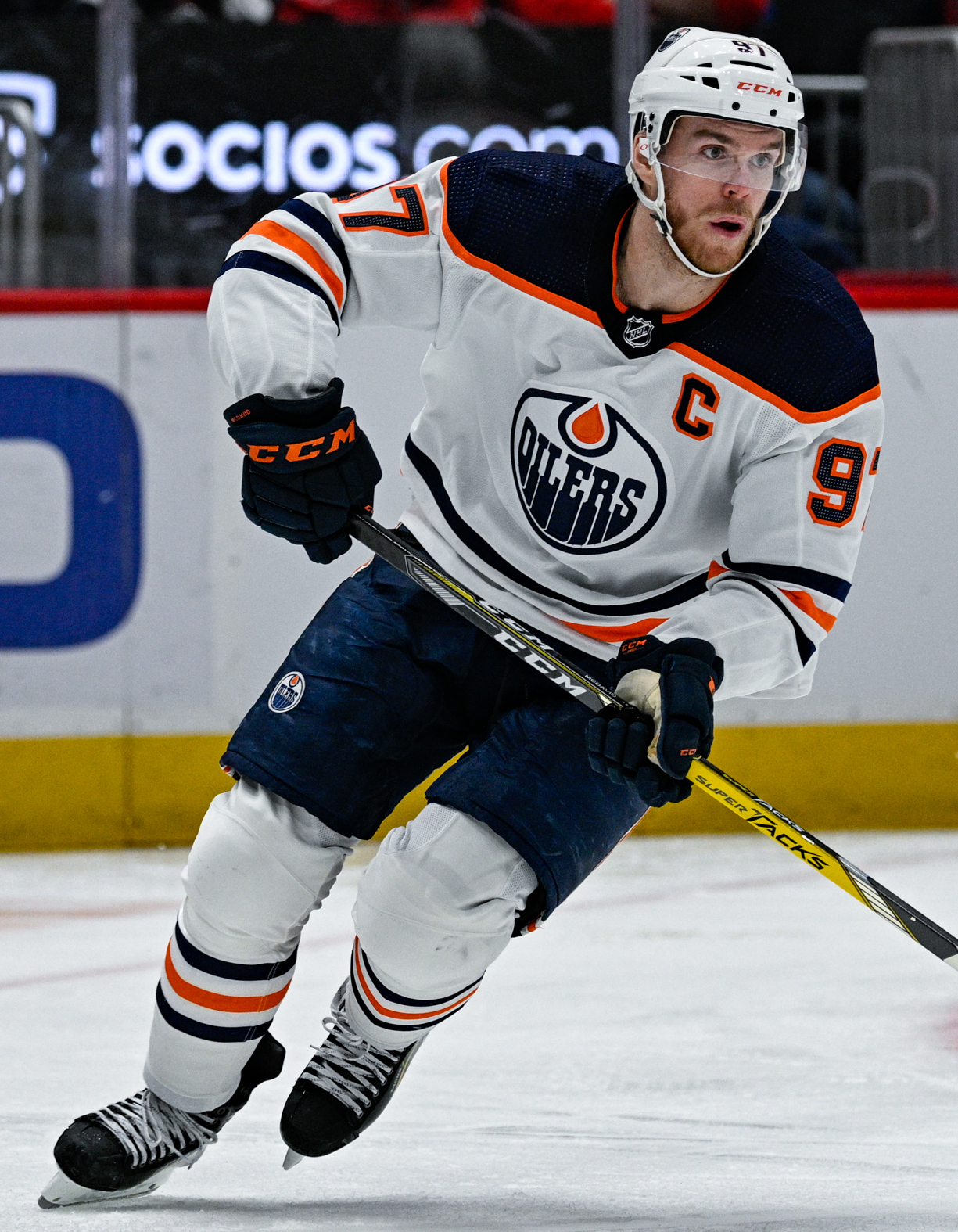
Connor McDavid, como capitão do Edmonton Oilers, usando um emblema de capitão no peito de sua camisa

No esporte de equipe, o capitão é um título dado a um membro da equipe. O título é frequentemente honorário, mas em alguns casos o capitão pode ter uma responsabilidade significativa pela estratégia e trabalho em equipe enquanto o jogo está em andamento no campo. Em ambos os casos, é uma posição que indica honra e respeito dos companheiros de equipe – reconhecimento como líder pelos colegas. Na associação de futebol e críquete, um capitão também é conhecido como skipper.
Vários esportes têm papéis e responsabilidades diferentes para os capitães de equipe. Dependendo do esporte, os capitães de equipe podem ter a responsabilidade de interagir com os oficiais do jogo em relação à aplicação e interpretação das regras. Em muitos esportes coletivos, os capitães representam seus respectivos times quando o oficial da partida faz o cara ou coroa no início do jogo.
O capitão da equipe, em alguns esportes, é escolhido pelo técnico da equipe, que pode levar em consideração fatores que vão desde a capacidade de jogo até a liderança, servindo como um bom exemplo moral para a equipe. Os treinadores também podem optar por mudar os capitães de equipe de tempos em tempos ou fazer uma rotação de capitães de equipe.
Alguns dos maiores capitães da história são aqueles com as características mais sutis necessárias para o sucesso. De Sam Walker em seu livro The Captain Class, ele afirma que um capitão é "o fator mais importante para o sucesso de uma equipe".

## Responsabilidades de um capitão
As responsabilidades de um capitão variam de esporte para esporte, mas no geral ajudam a determinar o jogo. Em esportes como críquete ou vôlei, a decisão de os dois times estarem na defesa ou no ataque é determinada com o cara ou coroa e uma decisão tomada pelos capitães. Esta decisão é crucial para o capitão porque ele decidirá o início do jogo e possivelmente como tudo se desenrolará.
Um capitão também é o primeiro que um árbitro olha ao explicar os resultados de uma jogada ou dar uma falta ou bandeira. Freqüentemente, um árbitro não discutirá esses assuntos com nenhum outro jogador além de um capitão ou técnico. Isso é importante porque a reação do capitão pode ou não determinar como o árbitro irá proceder. Um capitão deve manter a calma e a cabeça fria ao falar com um árbitro para garantir os determinantes mais precisos do jogo.
Dependendo do esporte, um capitão terá diferentes responsabilidades. Por exemplo, um capitão de um time de basquete deve ser o único a conduzir o ataque e ser o mais verbal na defesa. Na NBA, o capitão será o único a falar durante as entrevistas e também o primeiro a ser olhado após um desempenho ruim. No basquete, o capitão pode ser substituído fora do jogo e não precisa haver um capitão ativo na quadra o tempo todo, mas no futebol um capitão deve estar em campo o tempo todo. Normalmente a "Banda do Capitão" será passada para um jogador com antiguidade semelhante à da equipa quando o capitão é substituído fora do jogo.
Embora essas responsabilidades variem em diferentes esportes, a maioria das responsabilidades permanece a mesma. Quando o desempenho de um time é ruim, uma das primeiras pessoas que torcedores, analistas e outros times olham são os capitães daquele time específico.

### Capitães de esportes específicos
- Capitão (futebol de associação)

### Outros
- Gerente (beisebol)
- Treinador do jogador